# 丸之內停留場

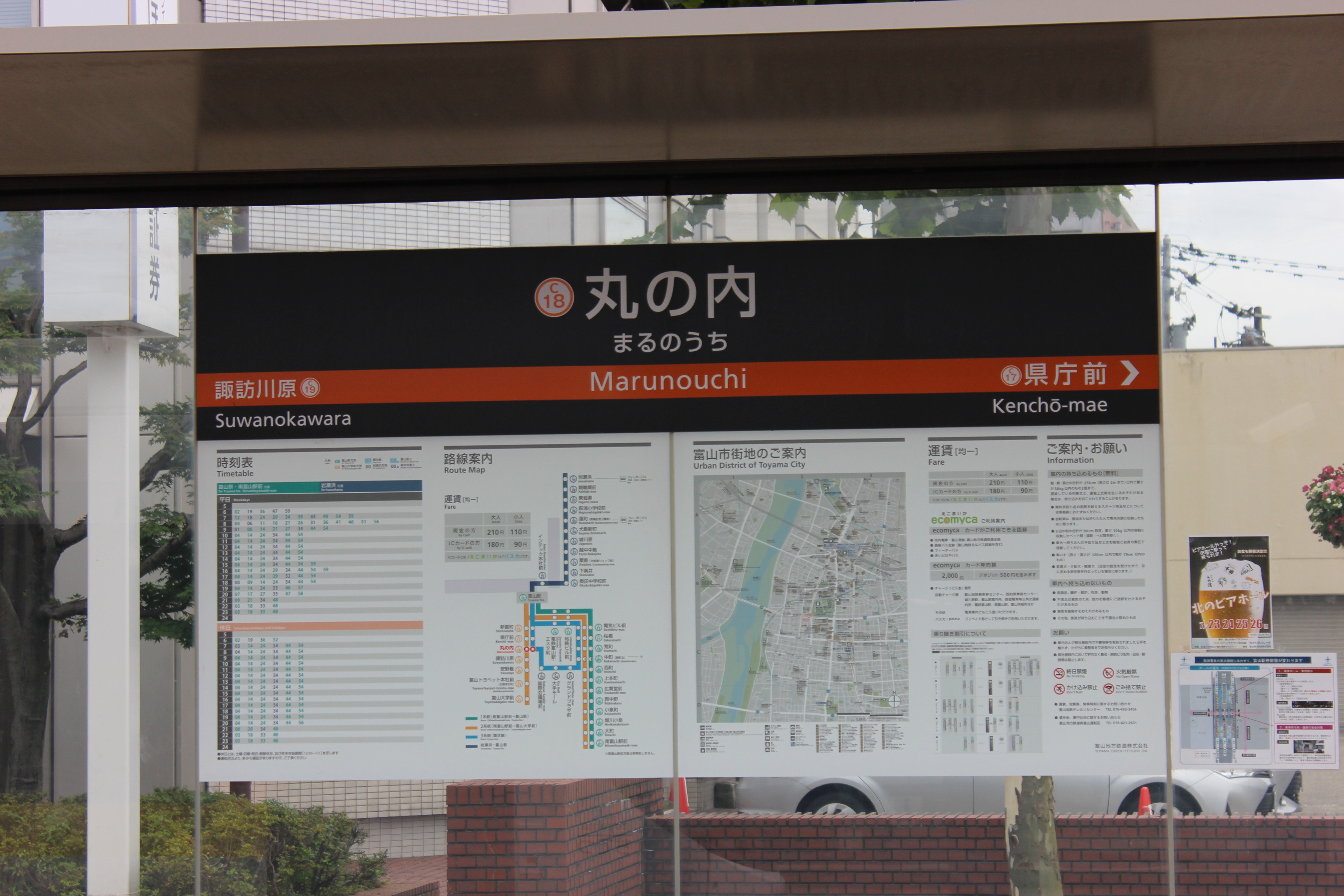
站名牌（引入車站編號後）

丸之內停留場（日语：／ Marunouchi teiryūjō */?）是位於富山縣富山市丸之內一丁目，富山地方鐵道富山軌道線（支線、安野屋線與富山都心線）的電車站。車站編號為C18。
電車站附近設有較大彎位較大。此電車站可轉乘前往富山大學前停留場方向與環狀線（3系統）的列車。在轉乘時候，乘客需要支付車費與領取轉乘票。

## 歷史
- 1913年（大正2年）9月1日 - 富山電氣軌道總曲輪停留場啟用[1]。
- 1920年（大正9年）7月1日 - 轉讓至富山市，成為富山市營軌道的電車站[2]。
- 1943年（昭和18年）
  - 1月1日 - 路線轉讓。成為富山地方鐵道的電車站[3]。
  - 3月1日 - 由於電力限制，所有班次變為急行班次，此電車站暫停服務[4]。
- 1945年（昭和20年）8月2日 - 發生富山大空襲（日语：富山大空襲），使電車站暫停使用[5]。
- 1949年（昭和24年）3月15日 - 富山站前至旅籠町之間重開，此站重開[6]。
- 1952年（昭和27年）8月5日 - 電車站改名為丸之內停留場[1]。安野屋線（丸之內至安野屋之間）開通[7]。
- 1973年（昭和48年）3月31日 - 西町至旅籠町至丸之內之間廢止[8]。
- 2009年（平成21年）12月23日 - 富山都心線丸之內至國際會議場前至西町之間開通。

## 電車站構造
電車站是地面車站，建造在共用行車道上，設有2面2線的相對式月台。隨著富山都心線啟用，月台遷移至靠近富山站前一方，並且增設上蓋。

## 電車站周邊
- 富山城址公園（富山城、富山市鄉土博物館（日语：富山市郷土博物館）、佐藤紀念美術館（日语：佐藤記念美術館））
- 富山丸之內合同廳舍
  - 富山稅務署
- 富山國際會議場（日语：富山国際会議場）（大手町Forum）
- 大手商場（日语：大手モール）（大手町通）

## 相鄰電車站
富山地方鐵道
富山軌道線（支線）
縣廳前（C17）－丸之內（C18）
富山軌道線（安野屋線）
丸之內（C18）－諏訪川原（C19）
富山軌道線（富山都心線）
丸之內（C18）→國際會議場前（C23）

### 曾經存在的路線
富山地方鐵道
富山軌道線（支線）（1973年廢止）
丸之內（C18）－旅籠町

## 注腳
1. 1 2  今尾惠介（監）. . 新潮社. 2008: 36. ISBN 978-4107900241 （日语）.
2. ↑  1920年2月11日付大阪朝日新聞 北陸版 （页面存档备份，存于）（日語）（神戶大學附屬圖書館新聞記事文庫）
3. ↑  1942年12月7日軌道譲渡許可「軌道譲渡」『官報』1942年12月21日（國立國會圖書館數碼化收藏）
4. ↑  富山地方鉄道（編）. . 富山地方鉄道. 1983: 364 （日语）.
5. ↑  富山地方鉄道（編）. . 富山地方鉄道. 1979: 175 （日语）.
6. ↑  富山地方鉄道（編）. . 富山地方鉄道. 1983: 378 （日语）.
7. ↑  富山地方鉄道（編）. . 富山地方鉄道. 1979: 176 （日语）.
8. ↑  富山地方鉄道（編）. . 富山地方鉄道. 1979: 177 （日语）.

## 外部連結
- 丸之內 市內電車 時間預定表PDF（日語） - 富山地方鐵道